# ヴィトルド・マリシェフスキ
ヴィトルド・マリシェフスキ（Witold Maliszewski, 1873年7月20日 ロシア帝国（現ウクライナ）モヒリーウ・ポジーリシキー – 1939年7月18日 Zlesie）はロシア帝国で活躍したポーランド人の作曲家・教育者。ヴィトリド・オシポヴィチ（またはヨシフォヴィチ）・マリシェフスキー（ロシア語: Витольд Осипович Малишевский, Витольд Иосифович Малишевский）のロシア名でも知られる。
ペテルブルク音楽院にてニコライ・リムスキー＝コルサコフに師事。卒業後は、ミトロファン・ベリャーエフの音楽サークルの同人となった。1913年にオデッサ音楽院を創設して初代院長を務め、門下よりダヴィッド・オイストラフやエミール・ギレリス、ヤコフ・ザークらを輩出する。
ロシア革命成立後は、ボリシェヴィキの執拗な迫害を逃れて1921年にポーランドに出国した。1925年から1927年までショパン音楽学校で教鞭を執り、ワルシャワ音楽協会の総裁も務めた。1927年には第1回ショパン国際コンクールの委員長を、1931年から1934年までポーランド教育省の音楽局長を担当した。1931年から没年までワルシャワ音楽院の教授に迎えられ、ヴィトルド・ルトスワフスキやミコラ・ヴィリンスキー、フェリクス・ウヮブィンスキ、フェリクス・ルィビツキらを育成した。
1939年、祖国ポーランドの滅亡を目前にしてワルシャワ郊外で没した。65歳。ほどなくしてワルシャワはナチス・ドイツに占領され、音楽院は閉鎖された。

## 参考書籍
- Wrocki E., W. Maliszewski, Warszawa, 1932.
- Valentina Nazarenko, Ukrainian Page of Maestro Maliszewski, "Day", №1, Tuesday, 19 2010

## 註記
1. ↑  アレクサンドル・グラズノフの門弟とする説もある